# Saessolsheim
Saessolsheim – miejscowość i gmina we Francji, w regionie Grand Est, w departamencie Dolny Ren.
Według danych na rok 1990 gminę zamieszkiwało 410 osób, a gęstość zaludnienia wynosiła 63 osób/km² (wśród 903 gmin Alzacji Saessolsheim plasuje się na 525. miejscu pod względem liczby ludności, natomiast pod względem powierzchni na miejscu 401.).